# Anatoli Andriàixev
Anatoli Petróvitx Andriàixev, rus: Анатолий Петрович Андрияшев (19 d'agost [C.J. 6 d'agost] de 1910, Montpeller, França - 4 de gener de 2009, Sant Petersburg, Rússia) fou un ictiòleg i zoogeògraf rus i soviètic i un dels majors especialistes en peixos d'aigües profundes. És autor de més de 250 articles científics.

## Fites de la biografia[1]
- 1933 - Graduat a la Facultat de Biologia de la Universitat Estatal de Leningrad (especialitat - ictiologia)
- 1934 - Participa en l'Expedició Hidrobiològica al Mar del Japó de l'Institut Zoològic de l'Acadèmia Russa de les Ciències
- 1937 - Defensa de la seva tesi doctoral de Ciències Biològiques: "Fauna piscícola dels mars septentrionals de l'URSS i el seu origen", publicada el 1939 com a llibre.
- 1938 - 1939 - Assistent de laboratori, professor adjunt de la Universitat Estatal de Leningrad.
- 1939 - 1943 - Investigador sènior de l'Estació Biològica Sebastòpol i, posteriorment, empleat de l'Institut Zoològic (ZIN) de l'Acadèmia de Ciències de l'URSS.
- 1943-1946 - Secretari científic de l'Institut Zoològic de l'Acadèmia de Ciències de l'URSS; des de 1946, subdirector de Ciències, llavors investigador sènior. Cap del departament de peixos de l'Àrtida i l'Antàrtida.
- 1951 - Doctor de Ciències Biològiques
- 1966 - Membre corresponent de l'Acadèmia de les Ciències de l'URSS de Ciències (des del 1991, Acadèmia Russa de les Ciències)
- 1994 - Membre de l'Acadèmia Russa de Ciències Naturals

## Recerca[1]
Entre 1962 i 1997 va estar treballant per resoldre problemes de biogeografia i ecologia, i d'orígens d'amfiboreals, amfipacífics i bipolars distribucions d'organismes aquàtics. El 1953 va treballar en el concepte de "aigua profunda antiga" (teleosts primitius que van evolucionar d'hora i dominen els demersals a les faunes abissopelàgica i batipelàgica i l'adaptació estructural del seu hàbitat inclou modificacions de la vista i òrgans natatoris i la proliferació d'òrgans lleugers. Els Ceratioidei, Scopeliformes i Saccopharyngiformes) i l'«aigua profunda secundària» (representants d'una sèrie de famílies comunes a la plataforma continental amb menor morfologia externa com a resultat de la posterior adaptació, p. ex. Perciformes) i, el 1964, sobre la zonografia zoogeogràfica a l'Àrtic i l'Antàrtida.
El 1990 va desenvolupar la hipòtesi de la dispersió transoceànica (no àrtica) de les espècies d'aigües profundes secundàries d'origen boreal-pacífic a les profunditats de l'Atlàntic Nord i l'Àrtic. El 1979 va estudiar el problema de la zonificació vertical de l'aigua salina bentònica. El 1986, el fenomen de la submergència glacial de la ictiofauna antàrtica des de la zona subtidal fins a profunditats de 300 a 600 metres; el 1970, la justificació de la forma de peix criopelàgic en els mars cobert de gel; i el 1997, la concepció de la bipolaritat bionòmica de la vida marina.

## Honors[3]
- Guanyador del Premi Estatal de l'URSS (1971)
- Premi L.S. Berg de l'Acadèmia pels seus treballs sobre "Ictiofauna a l'Àrtic i l'Antàrtic (taxonomia, biogeografia, origen)" (1992);[4][5][note 6]
- Explorador àrtic d'honor de l'URSS(1947);
- Membre estranger honorari de la Societat Americana d'Ictiòlegs i Herpetòlegs (1968);[6]
- Membre honorari de la Unió Europea d'Ictiòlegs (1985)
- Professor honorífic Soros(1994);
- Membre honorari de l'Institut de Biologia Marina, Delegació de l'Extrem Orient de l'Acadèmia Russa de les Ciències (Vladivostok) (;[7][note 7]
- Condecorat amb 5 ordes de l'URSS.

## Publicacions

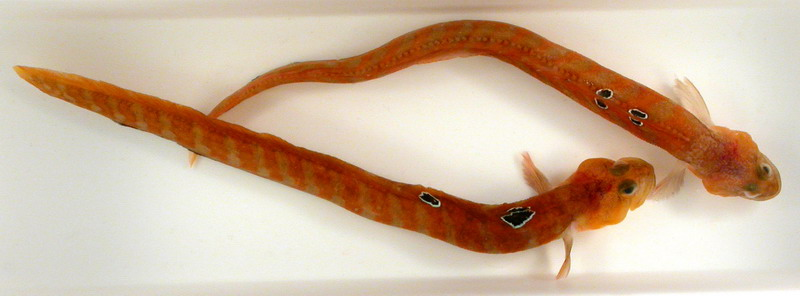
Una de les espècies descrites per primera vegada per Andriàixev

- (rus) Andriàixev A.P. Новые данные о глубоководных рыбах Берингова моря // Докл. Acadèmia de les Ciències de l'URSS, 1935. T. 4 (11), Núm. 1-2. Pàgs. 105-108.
- (rus) Andriàixev A.P. Об амфипацифическом (японо-орегонском) распространении морской фауны в северной части Тихого океана // Зоол. журн. 1939. Vol. 18, núm. 2. pàgs. 181-191.
- (rus)Andriàixev A.P. Очерк зоогеографии и происхождения фауны рыб Берингова моря и сопредельных вод. — Leningrad : Изд-во ЛГУ, 1939. — 187 pàgs.
- (rus) Andriàixev A.P. Древнеглубоководные и вторичноглубоководные формы рыб и их значение для зоогеографического анализа // Очерки по общим вопросам ихтиологии / под ред. Г. У. Линдберга. М; Л. : Editorial de l'Acadèmia de Ciències de la URSS, 1953. P. 58-64.
- (rus) Andriàixev A.P. Обзор фауны рыб Антарктики // Исслед. фауны морей. 1964. T. 2 (10). pàgs. 335-386.
- Andriàixev A.P. О микрофлоре и фауне, связанной с антарктическим припайным льдом // Зоол. журн. 1967. Vol. 46, núm. 10 pàgs. 1585-1593.
- (rus) Andriàixev A.P. Некоторые добавления к системе вертикальной зональности морской донной фауны // Гидробиология и биогеография шельфов холодных и умеренных вод Мирового океана : тез. докл. Всесоюз. Simposi. Leningrad, del 18 al 21 de novembre. 1974, ed. A. N. Golikov. L .: Ed: "Nauka", 1974, pàgs. 6-7.
- (rus) Andriàixev A.P. О некоторых вопросах вертикальной зональности морской донной фауны // Биологические ресурсы гидросферы и их использование. Биологические ресурсы Мирового океана / под ред. С. А. Студенецкого. Moscou: Nauka, 1979. pàg. 117-138.
- (anglès) Andriàixev A.P. Общий обзор фауны донных рыб Антарктики // Тр. Зоол. ин-та АН СССР. 1986. T. 153. P. 9-45.
- (anglès) Andriàixev, A. P. A general review of the Antarctic fish fauna // Biogeography and ecology in Antarctica / eds J. Van Mieghem, P. Van Ove. Hague : Junk, 1965. P. 491—550 (Monogr. Biol; Vol. 15).
- (anglès) Andriàixev, A. P. Cryopelagic fishes of the Arctic and Antarctic and their significance in polar ecosystems // Antarctic ecology / ed. M.W. Holdgate. N.Y. : Acad. Press, 1970. Pàgs. 297—304.
- (rus) Andriàixev A.P. Развитие идей Л. С. Берга о биполярности морской фауны // Биология моря. 1987. núm. 2. Pàgs. 60-67.

## Llista de tàxons d'invertebrats i peixos, nomenats en honor d'A.P. Andriàixev

### Monogenea
- Gyrodactylidae: Gyrodactyloides andriaschewi Bychowsky i Poljansky, 1953. (Mar de Barentsz, Mar d'Okhotsk; a Mallotus villosus villosus, M. villosus socialis).[8]

### Spongia
- Theneidae: Cladothenia andriashevi Koltun, 1964.

### Amphipoda
- Pontogeneiidae: Pontogenea andrijashevi Gurjanova, 1951.

### Isopoda
- Ischnomedidae: Ishnomesus andriashevi Birstein, 1960.

### Tanaidacea
- Paratanaidae: Arthrura andriashevi Kudinova-Pasternak, 1967. (Família: Tanaellidae; suprafamília: Paratanaoidea).[9]

### Pisces
- Achiropsettidae: Pseudomancopsetta andriashevi Evseenko, 1984.
- Bathylagidae: Bathylagus andriashevi Kobylansky, 1986.[10]
- Cetomimidae: Gyrinomimus andriashevi Fedorov, Balushkin et Trunov, 1987.[11]
- Congridae: Gnathophis andriashevi Karmovskaya, 1990.[12]
- Cottidae: Andriashevicottus megacephalus Fedorov, 1990.[13]
- Cyclopteridae: Eumicrotremus (orbis) andriashevi Perminov, 1936.[14]
- Harpagiferidae: Harpagifer andriashevi Prirodina, 2000.[15]
- Ipnopidae: Bathypterois andriashevi Sulak et Shcherbachev, 1988.[16]
- Liparidae: Osteodiscus andriashevi Pitruk et Fedorov, 1990;[17] Paraliparis andriashevi Stein et Tompkins, 1989;[18] Psednos andriashevi Chernova, 2001.[19]
- Macrouridae: Idiolophorhynchus andriashevi Sazonov, 1981.
- Moridae: Physiculus andriashevi Shcherbachev, 1993.
- Myctophidae: Protomyctophum andriashevi Becker, 1963.
- Ogcocephalidae: Haleutopsis andriashevi Bradbury, 1988.
- Phosichthyidae: Polymetme andriashevi Parin et Borodulina, 1990.
- Rajidae: Bathyraja andriashevi Dolganov, 1985.
- Synanceiidae: Minous andriashevi Mandritza, 1990.[20]
- Salmonidae: Salvelinus andriashevi Berg, 1948.
- Zoarcidae: Andriashevia aptera Fedorov et Neelov, 1978; Lycodes andriashevi Fedorov, 1966.